# Романов-Ильинский, Павел Дмитриевич
Пол Романов-Ильинский (Павел Дмитриевич Романов, англ. Paul R. Ilyinsky; 27 января 1928, Лондон, Великобритания — 10 февраля 2004, Палм-Бич, США) — американский военный и политический деятель. Сын великого князя Дмитрия Павловича и его жены Одри Эмери, дочери железнодорожного магната. Троюродный брат цесаревича Алексея (1904—1918) и британского короля Карла III и двоюродный брат шведского принца и герцога Смоландского графа Бернадот аф Висборг (1909 — декабрь 2004). Три раза избирался мэром города Палм-Бич (Флорида). Подполковник Корпуса морской пехоты США. Член Объединения членов рода Романовых. Считался частью монархистов главным претендентом на российский престол и на главенство в династии Романовых.

## Биография
Родился 27 января 1928 года в Лондоне. В 1935 году его матери и ему был пожалован великим князем Кириллом Владимировичем, провозгласившим себя всероссийским императором в изгнании, титул светлейших княгини и князя Романовских-Ильинских (от принадлежавшего великому князю Дмитрию Павловичу подмосковного имения Ильинское); титул наследственный по прямой мужской линии, но право на именование "Светлостью" принадлежит только старшему в роде. В 1937 году его родители развелись, и вскоре он оказался с матерью в США. Его воспитанием занимался второй муж его матери (март 1937—1954) грузинский князь и автогонщик Дмитрий Джорджадзе, бывший солдат грузинской армии.
После окончания школы служил в Корпусе морской пехоты США, в котором дослужился до звания подполковника, а затем уйдя в резерв, поступил в Виргинский университет. Позднее участвовал в Корейской войне.
«Пол Р. Ильинский — типичный Романов, выше среднего роста, стройный, исключительно обаятельный и быстрый умом. В нем совершенно очевидно видны родственные черты со всеми остальными Романовыми, с которыми мне пришлось встречаться (...) Полковник Ильинский красноречиво и с восторгом рассказывает, что его могучий бородатый сын как две капли воды похож на предпоследнего царя Александра III», — пишет исследователь рода.
Затем занимался семейным бизнесом матери. После отхода от дел переехал в Палм-Бич, штат Флорида. Стал членом Республиканской партии США, в 1987 году проиграл в выборах на пост мэра Палм-Бич Ивену де Морсо-Мори, считавшемуся потомком франкского императора Карла Великого. Был в течение 17 лет членом муниципального совета Палм-Бич, а в 1993—2000 годах мэром г. Палм-Бич. В 1998 году в интервью российскому журналу «Огонёк» сказал: «Вообще я хотел баллотироваться в губернаторы штата, но сейчас этот пост занимает сын Джорджа Буша, экс-президента, а его брат — губернатор Техаса. И оба работают прекрасно. Не вижу смысла состязаться с ними, тем более что я тоже республиканец».
С 1992 года после смерти князя Владимира Кирилловича некоторые монархисты считали его главой Дома Романовых, так как генеалогически он был старшим из ближайших родственников Николая II по мужской линии, но сам никогда таких претензий не высказывал. В 1998 году в Петербурге принимал участие в захоронении останков семьи Николая II (Кирилловичи не признали останки до сих пор).
Умер 10 февраля 2004 года у себя дома во сне.

## Брак и потомство
29 июля 1949 года на Гавайях женился на Мэри Ивелен Прэнс (род. 1925). В 1951 году супруги развелись. 1 октября 1952 года в Палм-Бич женился на Анжелике Филиппе Кауфманн (1932—2011). У супругов родилось четверо детей:
- Дмитрий Павлович Романов-Ильинский (род. 1 мая 1954), генеалогически старший среди ближайших родственников Николая II по мужской линии. В 1979 году женился на Марте Макдауэлл (род. 1952). У супругов родилось три дочери:
  - Екатерина Дмитриевна Романова-Ильинская (Catherine Adair Romanov-Ilyinsky) (род. 1981). Муж (с 2011) — Sam Goodyear. Имеет дочь.
  - Виктория Дмитриевна Романова-Ильинская (Victoria Bayard Romanov-Ilyinsky) (род. 1983). Муж (с 2013) — Yves Binda.
  - Лейла Дмитриевна Романова-Ильинская (Lela McDowell Romanov-Ilyinsky) (род. 1986).
- Паула Павловна Романова-Ильинская (Paula Maria Pavlovna Romanov-Ilyinsky) (род. 18 мая 1956). Муж (с 1980) — Mark Comisar. Имеет сына и дочь.
- Анна (Anna Romanov-Ilyinsky) (род. 10 января 1958) 4 детей от 2 браков. 1-й муж (1980—1990) — Robin de Young, 2-й муж (с 1992) — David Wise Glossinger.
- Михаил Павлович Романов-Ильинский (род. 3 ноября 1959). 4 ноября 1989 года женился на Пауле Майер (р. 1965). В этом браке родилась одна дочь:
  - Алексис (Василиса) Михайловна Романова-Ильинская (Alexis Mikhaïlovna Romanova-Ilinskaïa) (р. 1.03.1994).